# Plovdiv
Plovdiv (în bulgară Пловдив) este al doilea oraș ca mărime din Bulgaria după Sofia, cu o populație în anul 2011 de 338.153 de locuitori. Este centrul administrativ al Provinciei Plovdiv din sudul Bulgariei și al trei obștine (Plovdiv, Marița și Rodopi), precum și cel mai mare și mai important oraș din regiunea istorică Tracia.
Unul din cele mai vechi orașe ale Europei, a fost inițial o așezare tracică înainte de a deveni un important oraș grecesc și roman în antichitate, purtand numele de Philippopolis. În Evul Mediu, și-a păstrat importanța strategică regională, aparținând periodic Imperiului Bizantin și celui Bulgar. A intrat sub dominație otomană în timpul secolului al XIV-lea. În 1878, Plovdiv a devenit capitala regiunii autonome Rumelia Orientală din Imperiul Otoman; în 1885, a devenit parte a Bulgariei odată cu unificarea acelei regiuni cu Principatul Bulgariei.
Plovdiv se află în partea de sud a Câmpiei Plovdiv pe cele două maluri ale Râului Marița. Orașul s-a dezvoltat pe șapte dealuri, dintre care unele au aproximativ 250 m altitudine. Din cauza aceasta, Plovdiv este denumit uneori în Bulgaria „orașul celor șapte coline”.
Plovdiv găzduiește evenimente economice și culturale cum ar fi Târgul Internațional Plovdiv, festivalul internațional de teatru „O scenă la o răscruce”, festivalul TV „Cufărul de Aur”. S-au păstrat multe rămășițe din antichitate, printre care amfiteatrul antic, odeonul roman, stadionul roman și complexul arheologic Eirene.

## Demografie
Componența etnică a orașului Plovdiv
     Turci (4,74%)
     Bulgari (82,15%)
     Romi (2,79%)
     Nicio identificare (9,39%)
     Altele (0,91%)
La recensământul din 2011, populația orașului Plovdiv era de 338.153 locuitori. Din punct de vedere etnic, majoritatea locuitorilor (82,15%) erau bulgari, existând și minorități de turci (4,74%) și romi (2,79%). Pentru 9,39% din locuitori nu este cunoscută apartenența etnică.

## Politică
Fiecare raion are propriul său primar , care este numit de Consiliul Comunal și să rezolve problemele care decurg în nevoile zilnice ale populației, cum ar fii instituțiile publice, lucrările publice, salubrizare și altele.
Plovdiv este centrul administrativ al Provinciei Plodiv care este alcătuită din Municipiul Plovdiv, Municipiul Maritsa și Municipiul Rodopi. Primarul municipiului Plovdiv, Ivan Totev, cu cei șase primari de raion reprezintă autoritățile executive locale. Consiliul Municipal care este format din 51 de consilieri municipali, reprezintă puterea legislativă si este ales prin sistem proportional pe liste de partide. Guvernul executiv al municipiului Plovdiv este format dintr-un primar care este ales prin reprezentare majoritară, cinci viceprimari și un secretar administrativ. Toți viceprimarii și secretarul își controlează unitățile structurate administrativ.
Potrivit Legii pentru subdiviziunea teritorială a municipiului Capitală și a orașelor mari, teritoriul municipiului Plovdiv este subdivizat în șase administrații raionale, primarii acestora fiind numiți după aprobarea Consiliului Municipal.
Din 2019, primarul orașului este Ivan Totev (GERB). Consiliul Orașului Plodiv este format din 51 de consilieri și potrivit rezultatelor alegerilor locale din 2019 acesta are următoarea componență: 
| Partid | Partid                               | Consilieri | Componența Consiliului | Componența Consiliului | Componența Consiliului | Componența Consiliului | Componența Consiliului | Componența Consiliului | Componența Consiliului | Componența Consiliului | Componența Consiliului | Componența Consiliului | Componența Consiliului | Componența Consiliului | Componența Consiliului | Componența Consiliului | Componența Consiliului | Componența Consiliului | Componența Consiliului |
| ------ | ------------------------------------ | ---------- | ---------------------- | ---------------------- | ---------------------- | ---------------------- | ---------------------- | ---------------------- | ---------------------- | ---------------------- | ---------------------- | ---------------------- | ---------------------- | ---------------------- | ---------------------- | ---------------------- | ---------------------- | ---------------------- | ---------------------- |
|        | GERB                                 | 17         |                        |                        |                        |                        |                        |                        |                        |                        |                        |                        |                        |                        |                        |                        |                        |                        |                        |
|        | BSP                                  | 7          |                        |                        |                        |                        |                        |                        |                        |                        |                        |                        |                        |                        |                        |                        |                        |                        |                        |
|        | IMRO-FNSB                            | 5          |                        |                        |                        |                        |                        |                        |                        |                        |                        |                        |                        |                        |                        |                        |                        |                        |                        |
|        | Uniunea pentru Plodiv                | 5          |                        |                        |                        |                        |                        |                        |                        |                        |                        |                        |                        |                        |                        |                        |                        |                        |                        |
|        | Cauza Coaliției pentru Plodiv        | 5          |                        |                        |                        |                        |                        |                        |                        |                        |                        |                        |                        |                        |                        |                        |                        |                        |                        |
|        | Uniunea Agrară Alexandru Stamboliski | 5          |                        |                        |                        |                        |                        |                        |                        |                        |                        |                        |                        |                        |                        |                        |                        |                        |                        |
|        | DB                                   | 4          |                        |                        |                        |                        |                        |                        |                        |                        |                        |                        |                        |                        |                        |                        |                        |                        |                        |
|        | DPS                                  | 1          |                        |                        |                        |                        |                        |                        |                        |                        |                        |                        |                        |                        |                        |                        |                        |                        |                        |
|        | Noi, Coaliția Cetățenilor            | 1          |                        |                        |                        |                        |                        |                        |                        |                        |                        |                        |                        |                        |                        |                        |                        |                        |                        |
|        | Volia                                | 1          |                        |                        |                        |                        |                        |                        |                        |                        |                        |                        |                        |                        |                        |                        |                        |                        |                        |

## Personalități născute aici
- Boris Christoff (1914 - 1993), cântăreț italian de operă;
- Petăr Stoianov (n. 1952), fost președinte;
- Jan Videnov⁠(d) (n. 1959), fost premier;
- Stefka Kostadinova (n. 1965), atletă;
- Hristo Stoicikov (n. 1966), fotbalist, antrenor;
- Miroslav Barnyashev (cunoscut ca Rusev, n. 1985), luptător profesionist, halterofil;
- Nikoleta Lozanova (n. 1987), fotomodel.